# Dianesia
Genre
Dianesia est un genre de lépidoptères (papillons) de la famille des Riodinidae qui ne comprend qu'une seule espèce, Dianesia carteri.

## Dénomination
Le nom Dianesia leur a été donné par Donald Harvey (d) et Harry Clench (d) en 1980.

## Liste d'espèces
Selon BioLib (22 novembre 2020) :
- Dianesia carteri (Holland, 1902) est présent à Cuba et aux Bahamas.